# 宽裂北乌头
宽裂北乌头（学名：Aconitum kusnezoffii var. gibbiferum）为毛茛科乌头属下的一个变种。

## 扩展阅读
- 維基物種上的相關：宽裂北乌头